# Женская сборная Испании по пляжному футболу
Женская сборная Испания по пляжному футболу (существует с 2016) — национальная команда, которая представляет Испанию на международных состязаниях по пляжному футболу среди женщин. Обладатель Кубка Европы 2016. Команду возглавляет Кристиан Мендес Лакаркель.

## История
В 2016 году сборная Испании по пляжному футболу в дебютном для себя сезоне завоевала золотые медали Кубка Европы.

## Состав
Действительно на май 2019.
Примечание: Флаги указываются, так как игрок может иметь более одного гражданства по правилам ФИФА.
| №  |         | Позиция | Игрок                   |
| -- | ------- | ------- | ----------------------- |
| 1  | Испания | Вр      | Мария Хосе Понс Гомес   |
| 22 | Испания | Вр      | Лаура Гальего Сильвенте |
| 3  | Испания | Защ     | Андреа Кастро Мирон     |
| 6  | Испания | Защ     | Анна Паскуаль Рамирес   |
| 8  | Испания | Защ     | Сара Родригес Гонсалес  |

| №  |         | Позиция | Игрок                      |
| -- | ------- | ------- | -------------------------- |
| 10 | Испания | Защ     | Джессика Игейрас Мирас     |
| 5  | Испания | Нап     | Лорена Асенсио Руис        |
| 7  | Испания | Нап     | Наталия де Франциско Гомес |
| 9  | Испания | Нап     | Каролина Гонсалес Портела  |
| 11 | Испания | Нап     | Карла Морера Ринкон        |

Тренер:  Кристиан Мендес Лакаркель

## Достижения
Кубок Европы
- Обладатель: 2016.
- Финалист: 2018.